# Лисья ласточка
Лисья ласточка (лат. Alopochelidon fucata) —  вид воробьиных птиц семейства ласточковых, единственный в одноимённом роде Alopochelidon. Подвидов не выделяют. Распространён в Южной Америке.

## Описание
Лисья ласточка достигает длины 12 см и массы 13—15 г, длина крыла варьирует от 91 до 109 мм. Макушка в  основном коричневато-чёрная с рыжеватыми краями. Лоб, бровь и задняя часть макушки рыжевато-коричневые. Кроющие ушей, боковые стороны головы, горло и грудь корично-жёлто-охристые. Уздечка тёмно-коричневая, радужная оболочка коричневая. Остальная часть верхней части тела серовато-коричневая, с более светлым надхвостьем. Крылья и почти квадратный хвост тёмно-коричневые. Клюв длиной 6,6–8,1 мм, чёрного цвета. Нижняя часть тела тускло-белая с бледными серо-коричневыми боками. Цевка и пальцы от красновато-серого до чёрного цвета. У молоди голова более желтоватая и менее рыжеватая, а оперение скорее с желтоватым оттенком, а не рыжеватым. 
В полёте издаёт тихую трель «treeeeb».

## Распространение и места обитания
Ареал лисьей ласточки прерывистый. Одна из популяций встречается локально в Венесуэле, наиболее часто в регионе Гран Сабана на юго-востоке страны. Вторая популяция распространена на юге бассейна реки Амазонки, включая центральную и южную Бразилию до Риу-Гранди-ду-Сул; центральную Боливию, Парагвай, Уругвай и Аргентину (до провинций Мендоса, Кордова, Санта-Фе, Энтре-Риос и города Буэнос-Айрес).
Лисья ласточка ведёт оседлый образ жизни, но в самых южных районах Бразилии встречается только сезонно. Окончательно не известно, куда мигрируют птицы из этого района.
Обитает в открытых и полуоткрытых местообитаниях вдоль рек и ручьев, на лугах, вокруг болот, прудов и лесных полян.

## Биология
Лисья ласточка питается насекомыми, прежде всего жуками, мухами и перепончатокрылыми. Добывает корм в полёте. Обычно охотится парами и небольшими группами, хотя вне сезона размножения были зарегистрированы группы до 100 особей. 

### Размножение
Сезон размножения северной популяции приходится на май и июнь, а южной — длится с сентября по декабрь. Гнездо размещается в скрытых ямах и туннелях у рек, ручьёв и канав. Ямы обычно имеют глубину более одного метра с отсеком в конце ямы, где размещается гнездо. Часто занимает существующие свободные туннели или норы, проделанные другими видами. В сооружении гнезда принимают участие обе родительские птицы. Само гнездо имеет полусферическую или чашеобразную форму, сооружается из листьев, перьев и соломы. Гнездящейся паре требуется от 10 до 12 дней, чтобы построить гнездо. Размеры гнезда составляют 20—50 см в длину и 7—10 см в ширину. Внутренний диаметр гнезда — 5—6 см, глубина — 0,5—3 см. В кладке 4—5 белых яиц размером 17–19 х 12–13,9 мм.